# 孫居相
孫居相（1560年—1634年），字伯輔，號拱陽，山西澤州沁水縣人，明朝政治人物。萬曆壬辰進士，曾官監察御史，直言敢諫。崇禎初官至戶部尚書，總督倉場。因事下獄遣戍。

## 生平
萬曆十六年（1588年）戊子科山西鄉試舉人。萬曆二十年（1592年），登壬辰科三甲一百三十七名進士。吏部觀政，十二月授山東恩縣知縣。二十六年行取，征授南京福建道監察御史，巡视鳳陽倉，直言敢諫，不畏強暴。當時神宗怠政，朝中缺官，居相一人兼攝七差，署諸道印。大學士沈一貫屢被參劾，孫居相也盡力揭發，結果一貫去官，居相亦奪祿一年。連遭父母喪去職。守喪期滿，萬曆三十年起故官，補北福建道御史，出巡漕運，三十一年巡按順天，還發湯賓尹、韓敬科場舞弊之事。四十二年患病，萬曆四十五年，以年例出為江西參政，引疾不就。
天啟元年（1621年），起為光祿寺少卿。二年改太僕寺少卿，三年擢都察院右僉都御史，巡撫陝西。天啟四年（1624年）春，召拜兵部右侍郎。其冬，魏忠賢秉政，居相再次引疾歸。不久，給事中陳序稱居相出自趙南星門下，且與楊漣交好，序同官虞廷陛又劾居相力薦李三才，於是被歸入東林，削奪官爵。
崇禎元年（1629年），起為戶部右侍郎，專督鼓鑄。不久，改吏部，進左侍郎，以戶部尚書總督倉場。崇祯三年因高平知縣喬淳牽連下獄，謫戍邊疆。崇禎七年（1634年），卒於戍所。

## 家族
曾祖孫溫；祖父孫廷禎；父孫辰，吏目。
弟孙鼎相，湖廣巡撫。

## 延伸阅读
[在维基数据编辑]
 《明史卷二百五十四》，出自《明史》